# American Authors
American Authors is een Amerikaanse rockband. De band werd in 2006 als The Blue Pages opgericht in Boston door zanger Zac Barnett, gitarist James Adam Shelley, bassist Dave Rublin en drummer Matt Sanchez. De leden studeerden aan Berklee College of Music waar ze elkaar leerden kennen. Ze maakten hun studie niet af, maar verhuisden in 2010 naar Brooklyn in New York om aan hun carrière te werken. In 2012 veranderde de band van naam en gingen de leden verder als American Authors. Hun debuutalbum Oh, What a Life verscheen twee jaar later. In 2022 was de band een van de hoofdacts op Mood Indigo, een cultureel festival in India.

## Discografie
- Believer, 2013
- Best Day of My Life, 2013
- Oh, What a Life, 2014
- What We Live For, 2016
- Seasons, 2019
- Best Night of My Life, 2023